# Thomaskirche im Gut

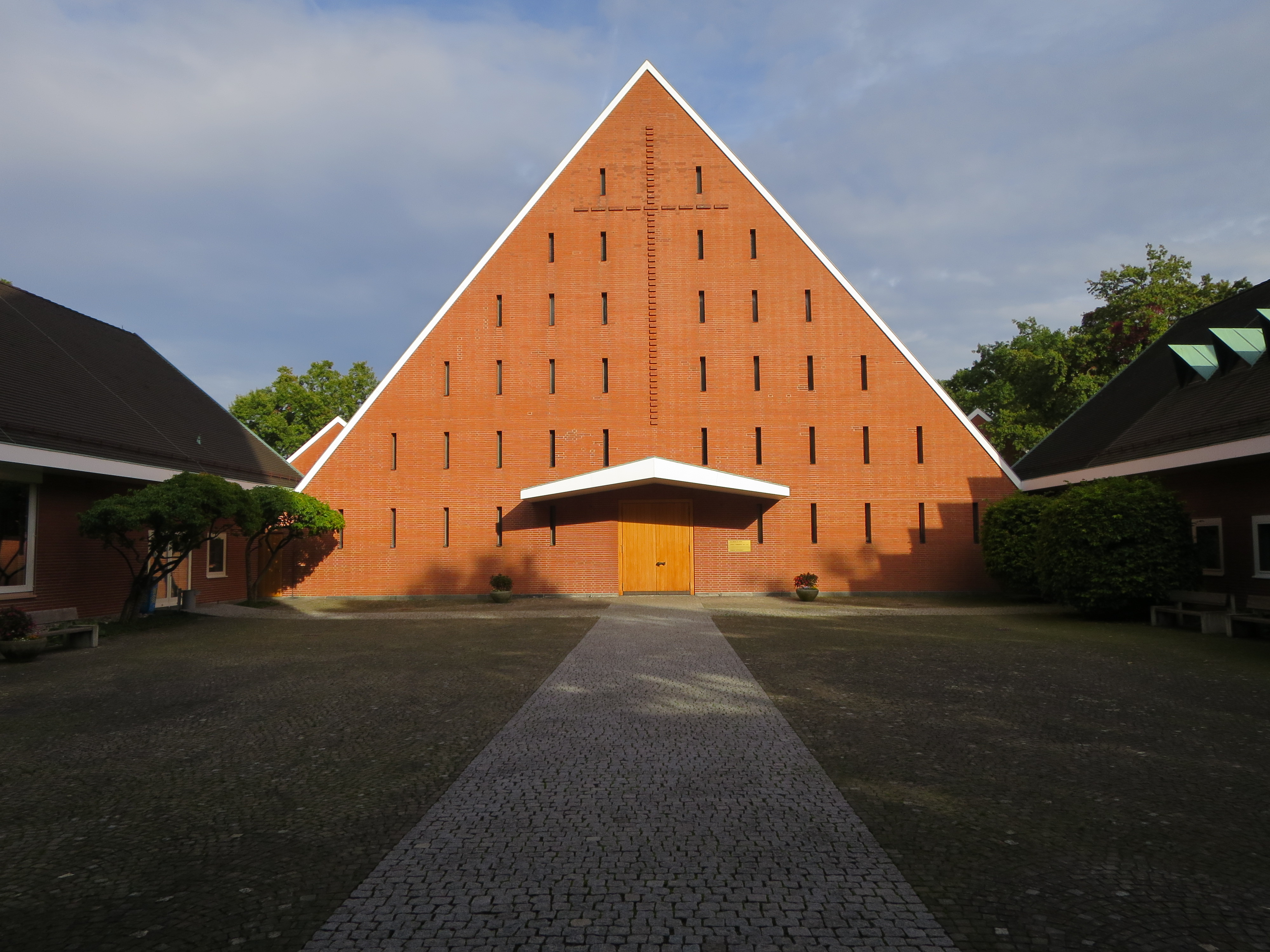
Vorplatz mit Kirchenfassade

Die Thomaskirche Im Gut ist ein evangelisch-reformiertes Kirchengebäude im Zürcher Stadtquartier Wiedikon. Die Kirche liegt an der Burstwiesenstrasse 44 im Quartier Im Gut, nordöstlich des Stadtspitals Triemli. Seit dem 1. Januar 2019 gehören die Thomaskirche und das Zentrum Im Gut zum Kirchenkreis Drei der evangelisch-reformierten Kirchgemeinde Zürich.

## Baugeschichte
Wiedikon wuchs ab der Mitte des 19. Jahrhunderts von einem beschaulichen Ort zu einem bevölkerungsreichen Zürcher Stadtkreis. Um in den neu erbauten, kinderreichen Siedlungen um die Birmensdorferstrasse Seelsorge zu betreiben, beschloss die reformierte Kirchgemeinde Wiedikon, eine neue Kirche samt Kirchgemeindezentrum zu errichten. 1953 erfolgte ein Wettbewerb, den der Architekt Hans Hofmann für sich entscheiden konnte. Die Kirche wurde 1959 bis 1961 nach seinen Plänen erstellt; ausführende Architekten waren Oskar Bitterli und Ernst Rohrer.

## Beschreibung

### Anlage
Die symmetrische Anlage wird auf der Westseite abgeschlossen durch den freistehenden Glockenturm. Von ihm aus führen Wege in Form eines lateinischen Kreuzes über den ausgedehnten Vorplatz der Kirche. Dieser ist auf drei Seiten von Gebäudeteilen des Kirchenzentrums umgeben. Von den Kreuzarmen des Weges aus gelangt man nordseits in den Saaltrakt, südseits in den Trakt, der die Büro- und Unterrichtsräume beherbergt. In der Mitte des Platzes erhebt sich das eigentliche Kirchengebäude, das die gesamte Breite des Platzes einnimmt. Zu beiden Seiten des Kirchenschiffs befinden sich Grünanlagen. Hinter diesen, an die Ecken der Kirche anschliessend, liegen in zwei weiteren Gebäudeteilen die Wohnräume für Pfarrer und Personal. Dazwischen ist eine dritte Grünanlage befindlich.

### Äusseres

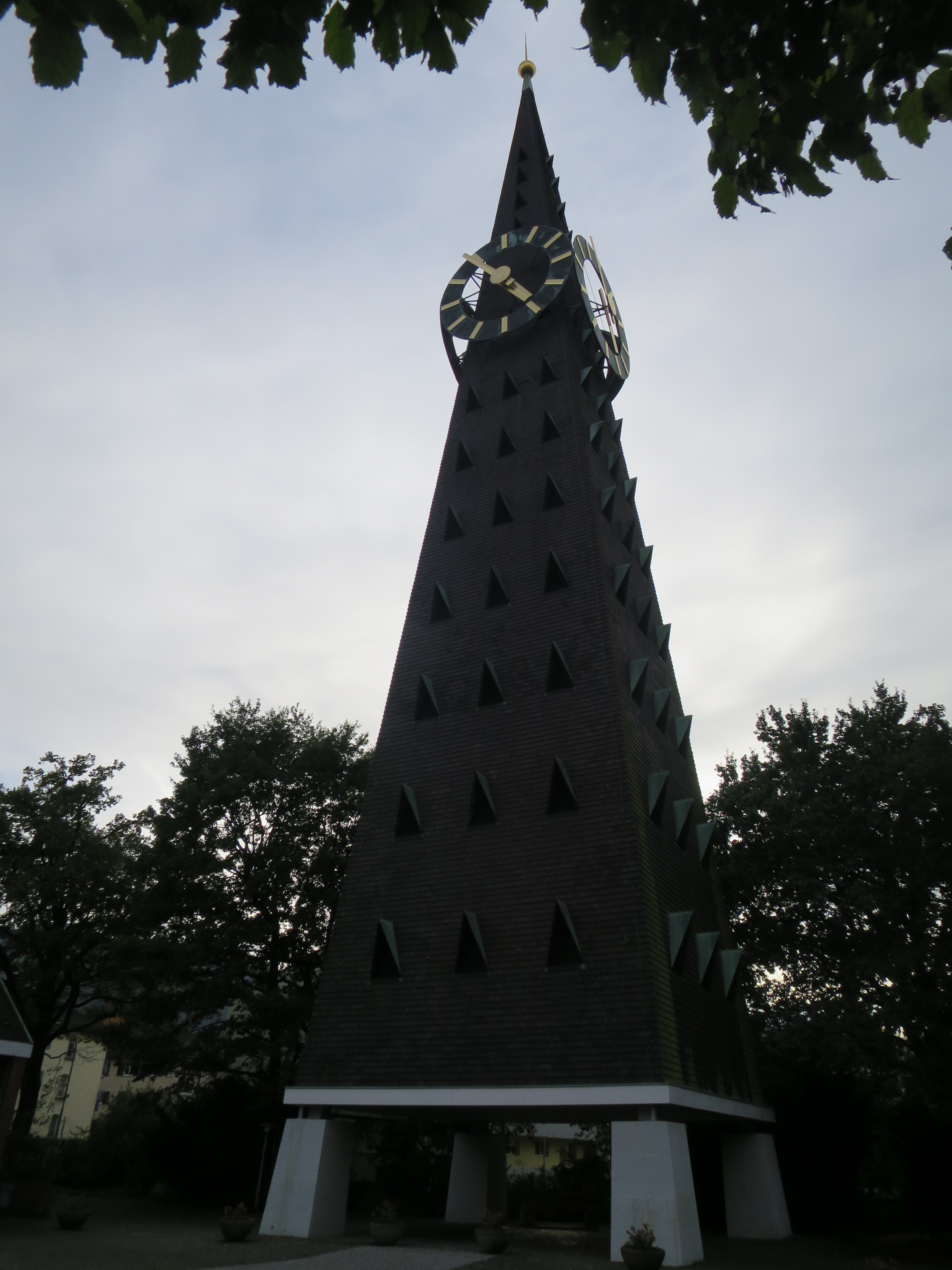
Campanile der Thomaskirche

Der freistehende Glockenträger hat, ähnlich wie der Turm der Kirche Zollikerberg oder derjenige der katholischen Kirche Maria Krönung in Witikon, die Form einer steilen Pyramide. Diese ruht auf vier Betonpfeilern und ist anstelle eines grossen Schallfensters mit kleinen Lukarnen versehen. Auf allen vier Seiten befinden sich Zifferblätter. Die Fassaden des Kirchengebäudes bestehen aus Sichtbackstein, der mit seiner Farbe der Kirche ihr charakteristisches Gepräge verleiht. Ausragende Backsteine formen an der Westfassade ein monumentales Kreuz. Ergänzt wird es durch Lichtschlitze in regelmässigen Abständen. Ein mächtiges Satteldach schliesst das Kirchenschiff ab.
Der Glockenturm besteht aus einem Stahlgerüst, das mit Dachziegeln ummantelt ist. Der Turm birgt ein fünfstimmiges Geläut, welches im Jahr 1960 von der Glockengiesserei H. Rüetschi erstellt wurde. Die Tonfolge entspricht dem Westminstergeläut. Die Thomaskirche ist die einzige Kirche der Stadt Zürich, welche ein solches Geläut besitzt.
| Nummer | Gewicht | Ton | Name     | Inschrift                                         |
| ------ | ------- | --- | -------- | ------------------------------------------------- |
| 1      | 3350 kg | B°  | Thomas   | Mein Herr und mein Gott                           |
| 2      | 1450 kg | es' | Johannes | Gott ist die Liebe                                |
| 3      | 1000 kg | f'  | Lukas    | Dein Glaube hat dich gerettet, geh hin in Frieden |
| 4      | 730 kg  | g'  | Markus   | Fürchte dich nicht, glaube nur                    |
| 5      | 420 kg  | b'  | Matthäus | Siehe, ich bin bei euch alle Tage                 |

### Innenraum
Der Türgriff des Hauptportals orientiert sich in der künstlerischen Gestaltung an christlichen Symbolen: Fisch und Omega. Der Kirchenraum greift die Form eines Zeltes auf. Beleuchtet wird das Gotteshaus durch die bodentiefen Fensterfluchten, die den Blick auf die beiden die Kirche flankierenden Grünflächen freigeben. Die Sitzbänke befinden sich in einer runden Vertiefung im Boden und sind selbst halbrund angelegt, sodass sie an ein antikes griechisches Theater erinnern. Diese Bestuhlungsform kommt den Bedürfnissen der Reformierten (die Predigt steht im Zentrum der Liturgie) besonders entgegen. 
Die Liturgiezone wird dominiert durch den zentralen Abendmahlstisch, der mit christlichen Symbolen verziert ist. Flankiert wird er von einem grossen Holzkreuz und der um einige Stufen erhöhten Kanzel. Auf der Rückseite der Kirche befindet sich die in Sichtbeton ausgeführte Empore, die treppenartig abgestuft ist. Darüber erhebt sich die Orgel, deren Prospekt die Dreiecksform des Kirchenraums aufnimmt.

#### Orgel
1961 wurde die Orgel der Thomaskirche durch Orgelbau Kuhn, Männedorf realisiert. Das Instrument besass ursprünglich 35 klingende Register auf drei Manualen sowie Pedal. 1985 erfolgte durch die Erbauerfirma eine Revision sowie ein Umbau, bei dem verschiedene klangliche Anpassungen vorgenommen wurden. 1997 revidierte Metzler Orgelbau das Instrument und nahm hierbei technische und klangliche Veränderungen vor. So erfolgten der Einbau dreier zusätzlicher Register, der Einbau einer Hautbois 8' anstelle der Schalmei 8', der Ausbau der dreifachen Cymbel im Schwellwerk, der Einbau einer elektronischen Setzeranlage sowie der Ersatz der elektropneumatischen durch eine elektromagnetische Registratur. 2006 wurde die Orgel revidiert, wobei des Magazinbalg neu beledert wurde.
Die Disposition des Instruments lautet wie folgt:
| I Hauptwerk C–g3 |     |
| Rohrgedackt      | 16′ |
| Prinzipal        | 8′  |
| Hohlflöte        | 8′  |
| Gemshorn         | 8′  |
| Oktave           | 4′  |
| Nachthorn        | 4′  |
| Oktave (Auszug)  | 2′  |
| Mixtur V         | 2′  |
| Trompete         | 8′  |

| II Positiv C–g3 |      |
| Gedackt         | 8′   |
| Prinzipal       | 4′   |
| Spitzflöte      | 4′   |
| Oktave          | 2′   |
| Waldflöte       | 2′   |
| Larigot         | 1/3′ |
| Sifflöte        | 1′   |
| Cambel III-IV   | 2/3′ |
| Krummhorn       | 8′   |

| III Schwellwerk C–g3 |       |
| Suavial              | 8′    |
| Schwebung            | 8′    |
| Koppelflöte          | 8′    |
| Oktave               | 4′    |
| Rohrflöte            | 4′    |
| Nasat                | 2/3′  |
| Flageolet            | 2′    |
| Terz                 | 13/5′ |
| Plein jeu III-V      | 1/3′  |
| Basson               | 16′   |
| Trompette harmonique | 8′    |
| Hautbois             | 8′    |
| Clairon              | 4′    |
| Tremulant            |       |

| Pedal C–f1                 |      |
| Prinzipal                  | 16′  |
| Subbass                    | 16′  |
| Rohrgedackt (Transmission) | 16′  |
| Prinzipal                  | 8′   |
| Rohrflöte (Transmission)   | 8′   |
| Spitzflöte                 | 8′   |
| Choralbass                 | 4′   |
| Rohrflöte (Transmission)   | 4′   |
| Mixtur IV                  | 2/3′ |
| Fagott                     | 16′  |
| Clarino                    | 4′   |

- Normalkoppeln: II/I, III/I, III/II, I/P, II/P, III/P
- Spielhilfen: zwei Registercrescendo, vier feste Kombinationen P, F, T, elektronische Setzeranlage, Absteller Zungen und Mixturen

## Würdigung
Die Thomaskirche im Gut ist mit den streng geordneten Baukuben, dem nordisch anmutenden Backstein und den weit herunterreichenden Satteldächern im reformierten Kirchenbau der Stadt Zürich einzigartig. Die Gestaltung des Kirchenraumes als Zelt greift das Selbstverständnis einer Gemeinde auf, das sich in Anlehnung an den Auszug aus Ägypten als Volk versteht, das unterwegs ist mit Gott (ähnlich umgesetzt von Justus Dahinden in der Kirche St. Paulus in Dielsdorf). Daneben verweist die Form des Zeltes als Dreieck auf die Trinität. Die Anordnung der Kirchenbänke als Halbkreis um den Abendmahlstisch betont den Aspekt der Gemeinschaft, ein architektonisches Konzept, das häufig vom zeitgleich realisierten katholischen Kirchenbau im Umfeld des Zweiten Vatikanischen Konzils umgesetzt wurde, u. a. in der Kirche St. Josef in Schlieren.